# Alexander Zieseniss
Alexander Zieseniss (* 11. März 1899 in Börnsen, Herzogtum Lauenburg; † 11. April 1945 in Breslau) war ein deutscher Indologe.

## Leben
Alexander Zieseniss, der Sohn eines Kaufmanns, besuchte Hansa-Schule in Bergedorf. Nach der Reifeprüfung im Februar 1917 wurde er zum Ersten Weltkrieg eingezogen. Nach Kriegsende studierte er an der Universität Heidelberg Orientalistik. Besonders Carl Bezold und Bruno Liebich, bei denen er Arabisch und Sanskrit lernte, prägten seine wissenschaftliche Entwicklung. Nach einem Semester in Freiburg (bei Ernst Leumann) wechselte Zieseniss 1922 an die junge Universität Hamburg, wo er sich an den Orientalisten Walther Schubring anschloss. Bei ihm wurde er 1928 mit der Dissertation Die Râma-Sage bei den Malaien, ihre Herkunft und Gestaltung promoviert.
Nach der Promotion vertiefte Zieseniss seine Studien an den Universitäten zu Tübingen und Berlin. Zwei Jahre lang arbeitete er als Sekretär am Kern-Institut der Universität Leiden, das von Jean Philippe Vogel geleitet wurde. 1936 habilitierte er sich an der Universität Hamburg. 1941 wechselte er als Lehrbeauftragter für Indologie an die Universität Breslau. Während der Belagerung der Stadt durch die Rote Armee wurde Zieseniss zum Volkssturm eingezogen und fiel am 11. April 1945, noch vor seiner geplanten Ernennung zum außerplanmäßigen Professor. Ein Teil seines Nachlasses gelangte an das Indologische Seminar der Universität Tübingen.
Trotz seines frühen Todes war Zieseniss als Forscher bedeutend: Er war der erste deutsche Indologe, der sich eingehend mit der Geschichte indischer Texte und indischer Heilslegenden auf Java beschäftigte. Neben seiner Dissertation und seiner (nur im Auszug erschienenen) Habilitationsschrift verfasste er zahlreiche Aufsätze. Ein Spezialgebiet, das seiner Arbeit zahlreiche neue Erkenntnisse verdankte, war die Geschichte der Dogmatik des Shivaismus.